# 花岡久子
花岡 久子（はなおか ひさこ）は、日本のミュージカル女優である。神奈川県横須賀市出身。元劇団四季所属。

## 人物
花岡 久子（ソプラノ）北鎌倉女子学園中学音楽コース、高校音楽科を経て、東京藝術大学声楽学科卒業。 同大学院修士課程オペラ科を首席で修了。
その後、ミュージカルの世界を志し、劇団四季に入団。「オペラ座の怪人」座内オーディションにおいて、演出家ハロルド・プリンスに認められ、クリスティーヌ役に抜擢される。日生劇場、中日劇場、札幌JRシアターなどで100回を超えるクリスティーヌを演じる。
退団後は、幅広いジャンルを取り入れたライブやディナーショーで活躍。 また、横須賀市や横浜市の動物愛護センター等でのライブや、保護犬をテーマにしたミュージカル「ワンライフ」への出演など、命の大切さを語りかける作品に、積極的に参加している。
2021年にはインターネットラジオ番組「鳥越アズーリFM」にてパーソナリティーを務める。